# St.-Kilian-Kirche (Bad Lausick)

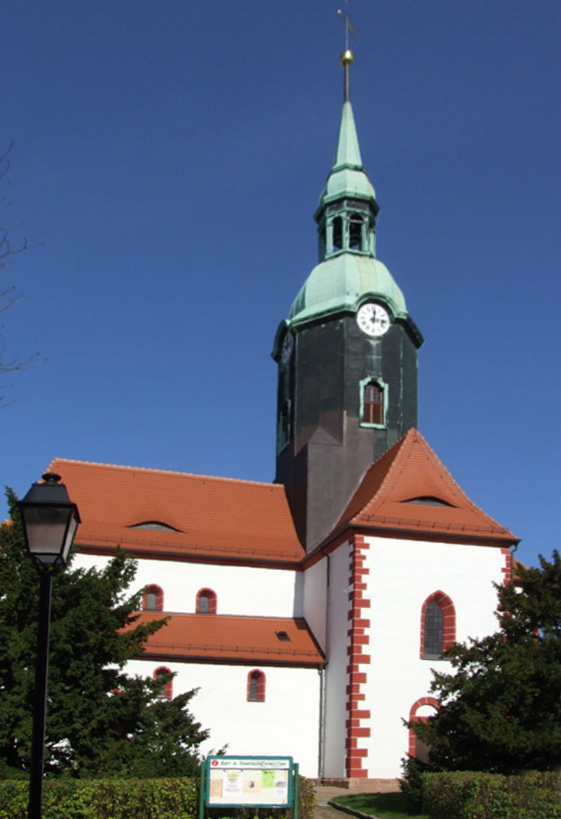
St.-Kilian-Kirche in Bad Lausick

Die St.-Kilian-Kirche ist die evangelisch-lutherische Kirche in Bad Lausick im Landkreis Leipzig in Sachsen, deren Bau im Jahr 1105 begann und die damit das älteste Gebäude des Ortes ist. Ausgestattet ist die Kirche mit einer Orgel von Gottfried Silbermann. Im Norden der Kirche stehen Kriegerdenkmäler für Gefallene der Kriege von 1870/71 und 1914–18.

## Kirche
Der Bau der Lausicker St.-Kilians-Kirche begann unter Graf Wiprecht von Groitzsch und war als romanische Basilika mit drei Schiffen ausgelegt. Der unter Aufsicht des Benediktinerklosters Pegau zunächst ohne Turm ausgeführte Bau war in seiner Größe als zentrale Kirche für die umliegenden Dörfer der neuen Siedler aus Franken vorgesehen, deren Schutzpatron Kilian auch Namensgeber der Kirche wurde.
Im Jahr 1523 wählte die Gemeinde einen evangelischen Pfarrer und ließ die Kirche wenig später mit einem Turm ergänzen. Im 18. Jahrhundert wurde dieser ersetzt, die Kirche in barockem Stil ausgemalt und die Seitenschiffe mit Kreuzgratgewölben ausgestattet. Für das Westportal wurde Porphyr aus Rochlitz verwendet.
1920 wurde die Kirche um einen Flügelaltar aus dem Jahr 1490 aus der Kirche des Dorfes Witznitz bei Borna ergänzt, das im Zuge des Braunkohletagebaues aufgegeben worden war. Bei der Restaurierung von 1955 bis 1957 wurde die Kirche wieder weitgehend in den Bauzustand zurückversetzt.

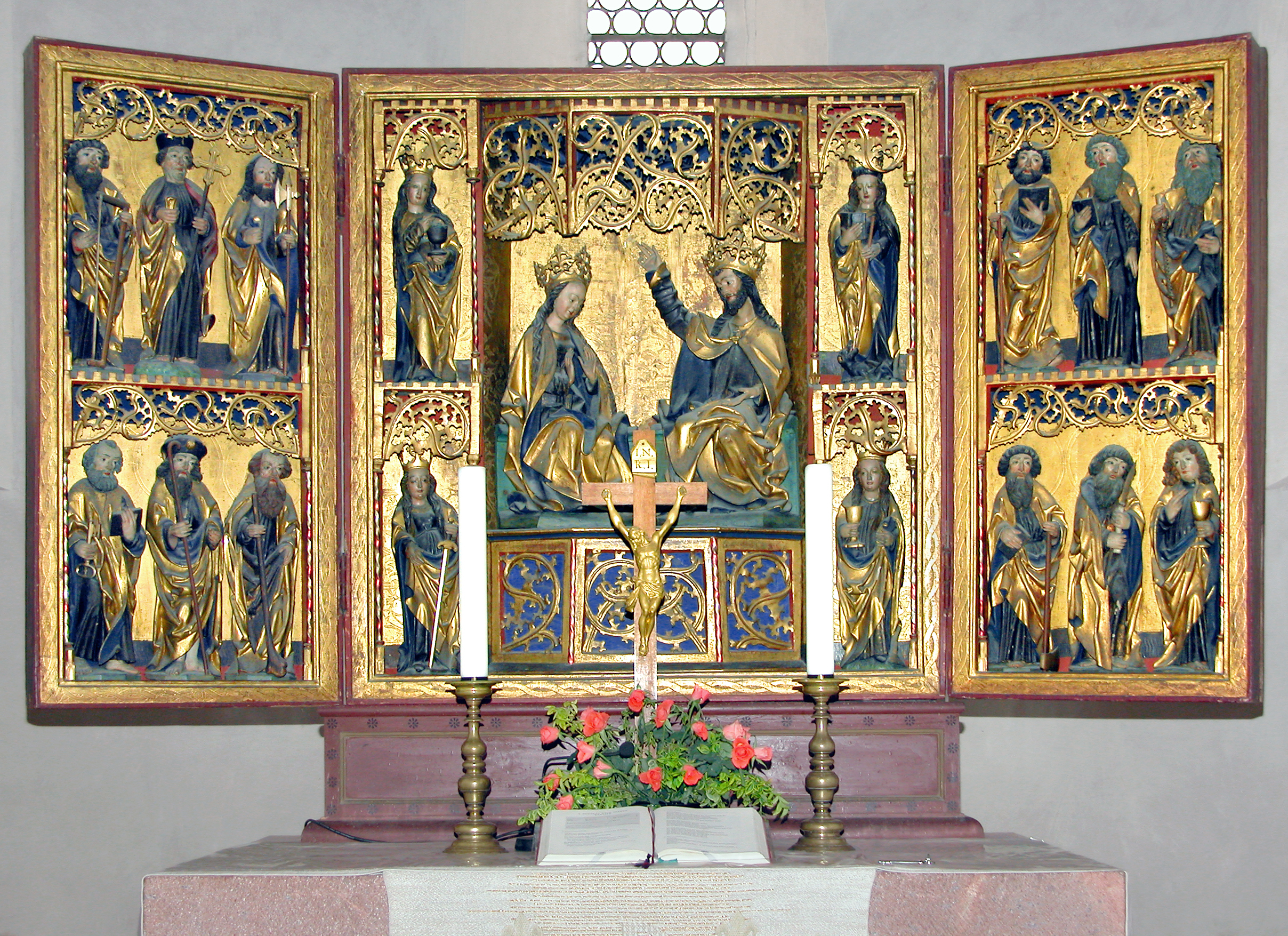
St. Kilian, Flügelaltar um 1490

## Silbermann-Trampeli-Orgel

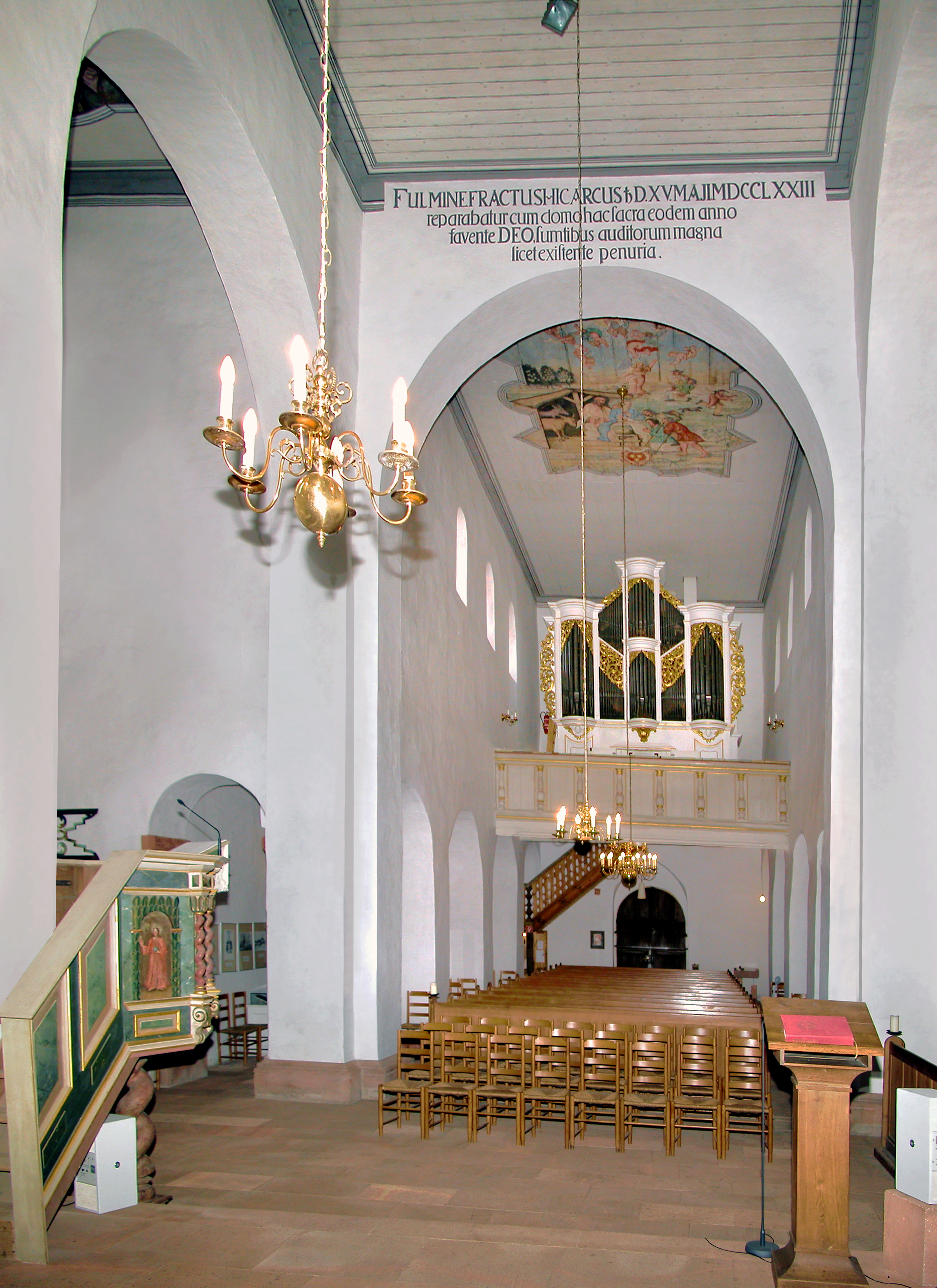
St. Kilian mit Silbermann-Trampeli Orgel

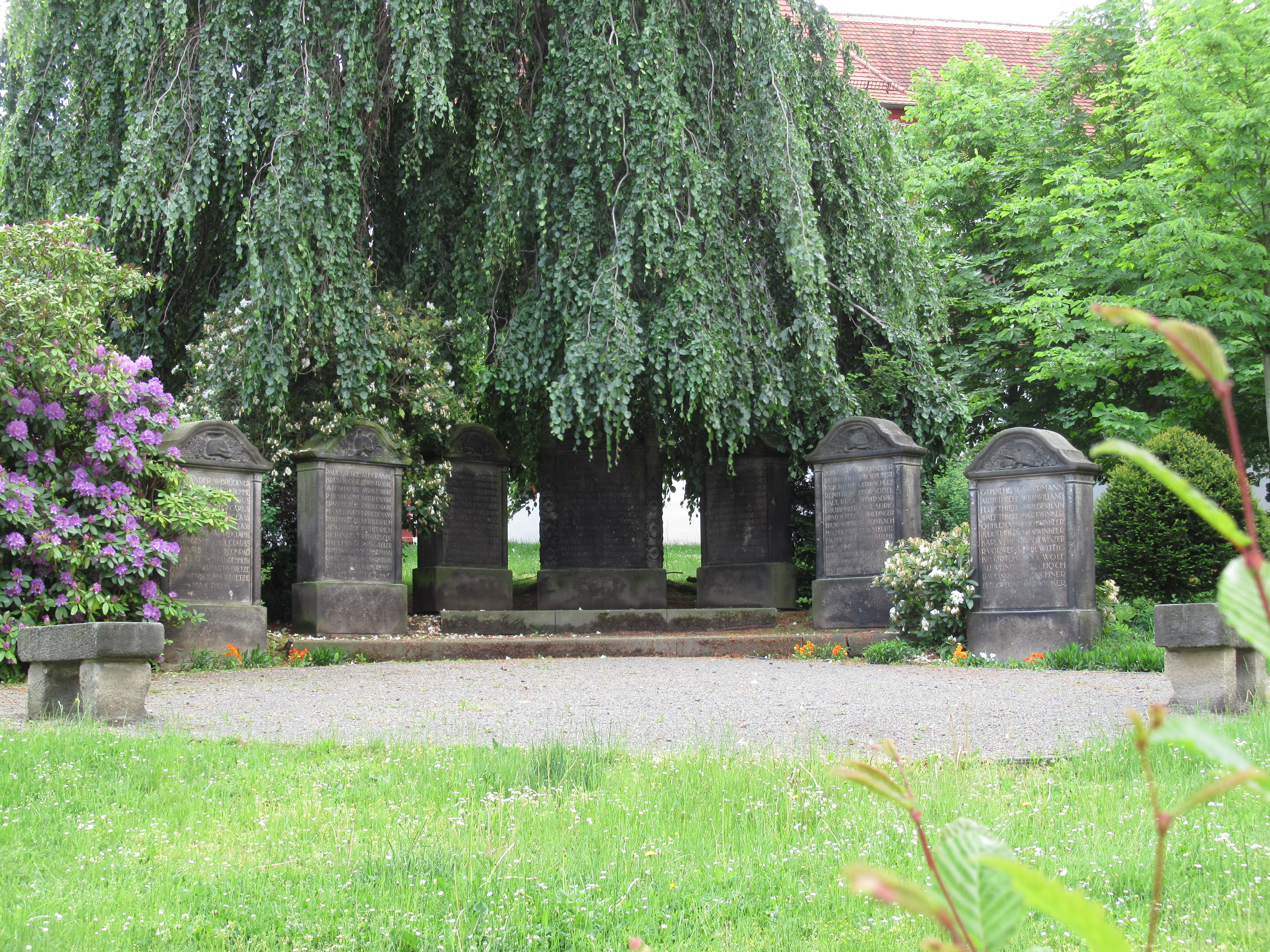
Kriegerdenkmal für Gefallene des Ersten Weltkriegs, Richtung Burgstraße (im Hintergrund Kirchendach)

Die Kirche ist mit einer Orgel von Gottfried Silbermann ausgestattet, die er 1722 mit einem Manual ursprünglich für die Johanniskirche in Chemnitz gebaut hatte. Nach dem Umzug in einen Neubau der Johanniskirche im Jahre 1772 wurde sie 1791 von Johann Gottlob Trampeli mit dem Einbau des zweiten Manuals um acht Register erweitert. Die Orgel wurde 1879 nach Auligk bei Pegau verkauft, wo im selben Jahr kleinere Umbauten erfolgten. Die Stimmtonhöhe wurde im Jahre 1940 modernisiert. Das Instrument wurde anlässlich der Renovierung von St. Kilian im Jahre 1957 nach Bad Lausick versetzt. Im Jahre 1988 wurde es durch die Firma Eule aus Bautzen wieder weitgehend an die beim Bau vorgesehene Chortonstimmung angepasst.
| I Hauptwerk C,D–c3 |                     |       |
| 1.                 | Principal           | 8′    |
| 2.                 | Gedackt             | 8′    |
| 3.                 | Gamba               | 8′    |
| 4.                 | Octava              | 4′    |
| 5.                 | Rohrflöte           | 4′    |
| 6.                 | Quinta              | 3′    |
| 7.                 | Octava              | 2′    |
| 8.                 | Quinta              | 1 ⁄2′ |
| 9.                 | Sifflöt             | 1′    |
| 10.                | Cornett III (ab c1) |       |
| 11.                | Mixtur III          |       |
| 12.                | Cymbel II           |       |

| II Oberwerk C,D–c3 |            |       |
| 13.                | Gedackt    | 8′    |
| 14.                | Quintadena | 8′    |
| 15.                | Prestant   | 4′    |
| 16.                | Flöte      | 4′    |
| 17.                | Octava     | 2′    |
| 18.                | Quinta     | 1 ⁄2′ |
| 19.                | Mixtur III |       |
| 20.                | Vox humana | 8′    |
|                    | Tremulant  |       |

| Pedal C,D–c1 |               |     |
| 21.          | Subbass       | 16′ |
| 22.          | Principalbass | 8′  |
| 23.          | Oktavbass     | 4′  |
| 24.          | Mixtur IV     |     |
| 25.          | Posaune       | 16′ |
| 26.          | Trompete      | 8′  |

* Koppeln: II/I (Schiebekoppel), I/P